# 환온의 제2차 북벌
환온의 제2차 북벌(桓溫 第二次 北伐)은 356년 동진의 대사마 환온이 실시한 군사 활동이다. 형주(荊州) 강릉에서 북진(北進)하여 강족 요양(姚襄)과 주성(周成) 세력을 섬멸하고 허창(许昌)과 낙양(洛阳)을 수복하였다.

## 주요 참전자

### 동진(東晉)
- 대사마 환온 (大司馬 桓溫)
- 응양장군 환충 (鷹揚將軍 桓沖)
- 양무장군 모목지 (楊含將軍 毛穆之)
- 보국장군 대시 (輔國將軍 戴施)
- 독호 고무 (督戶 高武)
- 독호 진호 (督戶 陳午)
- 기실 원굉 (記室 袁宏)

### 할거 세력
- 요양 (姚襄)
- 양량 (楊亮)
- 주성 (周成)